# Étienne Bonnot de Condillac
Étienne Bonnot de Condillac (Grenoble, 1715. szeptember 30. – Lailly-en-Val (Loiret), 1780. augusztus 3.) francia filozófus.

## Életpályája
Jogász családban született. Bátyja, Mably apát szintén híres politikai gondolkodóként vált ismertté. Condillac egész életét az elmélkedésnek szentelte, egy rövid időszakot leszámítva, amikor XV. Lajos unokájának, Ferdinánd parmai hercegnek volt nevelője.
Fiatalon Párizsba utazott, megismerkedett Denis Diderot-val és barátságot kötött Jean-Jacques Rousseau-val, ami lényegében örök életre szólt, köszönhetően elsősorban annak, hogy Rousseau Condillac nagybátyjának családjánál, M. de Mably-nál volt házitanító Lyonban. Természetes óvatosságának és visszafogottságának köszönhetően Condillac kapcsolata a liberális filozófusokkal nem ártott karrierjének, és adott rá elég okot a francia törvényszéknek, hogy őt küldjék Parmába az árva herceget tanítani, aki akkor hétéves volt.
1768-ban Olaszországból való hazatértekor a Francia Akadémia tagjává választották. Hátralévő éveit visszavonultan töltötte Fluxban, Beaugency közelében, ott is halt meg.

## Munkái
Első filozófiai munkája 1746-ban jelent meg Essai sur l'origine des connaissances humaines (Az emberi ismeretek eredetéről) címmel. 1749-ben készült a Traité des systèmes, és a Recherches sur l'origine des idées que nous avons de la beauté, majd 1754-ben a Traité des sensations (Értekezés az érzetekről), amelyben az érzetekre vezet vissza minden lényegi dolgot, 1755-ben pedig a Traité des animaux. A fiatal hercegnek készült átfogó, 13 kötetes Cours d'études pour l'instruction du prince de Parme 1767 és 1773 között jelent meg. Ezt követően, 1776-ban a Le Commerce et le gouvernement, considérés relativement l'un a l'autre, valamint halála után még két munka, a Logique 1781-ben és a befejezetlen Langue des calculs 1798-ban jelent meg.

## Öröksége
Condillac jelentős volt mind pszichológusként, mind azért, mert rendszerezve alkalmazta John Locke alapelveit, amelyeket Voltaire is népszerűsített. Első könyve Essai sur l'origine des connaissances humaines közel áll angol mesterének szellemiségéhez. Némi fenntartással elfogadja Locke következtetését arról, hogy a tudás két forrásból származik, érzékelésből és leképezésből, ezt használja gondolatai összegzéséhez. A Traité des systèmes az elvont alapelveken és téves feltevéseken alapuló modern rendszerek erőteljes kritikája. Nézőpontja, amit Locke szellemében alakított ki, szemben áll René Descartes, és Nicolas Malebranche pszichológiai iskolájával, Gottfried Wilhelm Leibniz monadológikus és eleve létező harmóniájával, mindezeken túl Baruch Spinoza anyagfelfogásával is.

### Az érzékekről
Legismertebb munkájában az Értekezés az érzékekről című műben Condillac kilép Locke árnyékából és saját jellegzetes módján közelíti meg a pszichológiát. Állítása szerint a tehetséges Mademoiselle Ferrand kritikája vezette el Locke tanításáig, hogy az érzékek ösztönös tudást adnak a tárgyakról, például a szem természetes módon határozza meg a formákat, méreteket, helyzeteket és távolságokat. A hölggyel folytatott vitái győzték meg arról, hogy tisztázzon néhány fontos kérdést, ami a különböző érzékek tanulmányozásához kellett, annak pontos megkülönböztetéséhez, melyik érzékhez milyen gondolatok tartoznak és annak megfigyeléséhez, hogyan fejlődnek az érzékek és hogyan támogatják egymást. Bízott abban, hogy az eredmény megmutatja majd, hogy minden emberi tehetség és tudás kizárólag érzékeken keresztül áramlik, függetlenül más elvektől, mint amilyen például a reflexió.
A könyv módszere, hogy a szerző egy szobrot belülről képzel el, mint egy embert, amit lélek mozgat, amiben sosem támad gondolat, amit sosem ér érzéki benyomás. Ezután egyesével bekapcsolja az érzékeit, kezdve a szaglással, az érzékkel, ami az emberi tudáshoz a legkevesebbet adja hozzá. A szaglás első tapasztalatai a szobrot öntudatra ébresztik, figyelmet keltenek benne. A szobor szaglás-tapasztalatai örömöt vagy fájdalmat hoznak létre, ettől fogva ezek válnak a fő vezérlő elvvé, amik meghatározzák az agy működését és amennyire csak lehetséges, fokozatosan növelik annak ismereteit. A következő lépés az emlékezet kialakulása, ami a neki szentelt figyelemtől függően a szaglás útján szerzett benyomások időbeli lefolyásából jön létre: az emlékezet az érzés egy lehetséges módja. Az emlékezet megteremti az összehasonlítás képességét, a szobor megérzi egy virág illatát és azonosítja emlékeivel: az összehasonlítás két dologra irányuló egyidejű figyelem. És amint a szobor összehasonlít, onnantól ítélőképességgel is rendelkezik. Az összehasonlítás és a megítélés szokássá válik, elraktározódik az agyban, felgyülemlik és ezzel megteremti a legfelső rendező elvet, a gondolati képzettársítást. A múlt és jelen tapasztalatainak összehasonlítása az öröm forrásának minőségétől függően növeli a vágyat, és a vágy az, ami meghatározza a képességek működését, serkenti az emlékezetet és a képzeletet, teret nyit a szenvedélyeknek. A szenvedélyek tehát átalakult érzések.
Ezek az utalások elégségesek ahhoz, hogy az Értekezés az érzékekről első részében bemutassák a téma általános irányait. A gondolatmenet alaposságát jól jelenítik meg a fő fejezetcímek is (amelyben a további érzékek is bekapcsolódnak a folyamatba): “A szaglás érzékére korlátozott emberi gondolatokról”, “A hallás érzékére korlátozott emberről” (hallás), “A szaglás és a hallás együttesen”, “Az ízlelés magában és együttesen a szaglással és a hallással” (ízlelés), “A látás érzékére korlátozott emberről” (látás).
A második részben Condillac ellátja szobrát a tapintás érzékével, ami a kiterjedéssel rendelkező tárgyak létezéséről ad információt. Egy nagyon körültekintő és alapos elemzés segítségével a tapintás tapasztalatain keresztül megkülönbözteti a különböző tárgyi elemeket, emberi test megérintése, tárgyak megérintése, a mozgás tapasztalása, felületek kézzel megérintése, közben nyomon követi a szobor érzékelését kiterjedésről, távolságról és formáról. A harmadik rész a tapintás és más érzékek kombinációival foglalkozik. A negyedik részben az elkülönített ember vágyait, cselekedeteit és gondolatait írja le, aki mindegyik érzék birtokában van, végül egy vadember megfigyeléseivel végződik a mű, aki Litvánia erdőiből került elő, ahol medvék között nőtt fel.
A mű tanulsága, hogy a dolgok természetes rendjében mindennek megvan a maga érzékforrása és ez a forrás egyelőre nem eléggé egyenlő minden ember számára, az emberek között jelentős eltérések vannak az általuk érzett élénkség tekintetében. Végül az ember nem több annál, mint amit saját maga elsajátít, mert minden öröklött tehetsége és gondolata kitörlődik. Ez az utolsó vélemény az evolúció és az öröklődés modern elméleteinek a tárgyra irányuló pszichológiai vonatkozásai közötti eltéréseket vetíti előre.

### Más munkák
Condillac politikai és történelmi munkássága, ami leginkább a Cours d'études-ben jelenik meg, kevés érdeklődésre tart számot, leszámítva hogy közelséget mutat az angol felfogással. A logikában is, amiről terjedelmesen ír, kevésbé sikeres, mint a pszichológiában. Fejtegetéseiben magát ismétli és kevés konkrét példát hoz. Az elemző módszer fennhatóságával érvel ugyanazon okság meglétéről egy ugyanolyanra felcserélt problémában, a Langue des calculs-ben a számtan példáján próbálván bizonyítani, hogy a tudomány olyan, mint egy jól kialakult nyelv.
„Csak a szavak közegének közvetítésével gondolkozunk… A nyelvek valódi analitikus módszerek… Az az algebra, amelyet mindenfajta kifejezésben a legegyszerűbb, a legegzaktabb és a lehető legjobb módon alkalmaznak rendeltetésének betöltése érdekében, egyszersmind nyelv és analitikus módszer… A gondolkodás művészete nem több, mint jól megalkotott nyelv.”

## Összefoglalás
Elutasította a szillogizmus középkori fogalomrendszerét, de álláspontja a gondolat aktív, szellemi tulajdonságainak megértését is meggátolta, ilyenformán a természettudományok és az induktív okság kapcsolata iránt sem érdeklődött, amiben később John Stuart Mill ért el érdemeket. Így nyilvánvaló, hogy Condillac anti-spirituális pszichológiája a személyiség érzékek összességeként való magyarázatával egyenesen az ateizmushoz és a determinizmushoz vezet. Ugyanakkor nincs ok megkérdőjelezni nyíltságát, amivel mindkét következtetést visszautasította. Amit a vallásról állított, mindig harmóniában állt a foglalkozásával és egy értekezésben, amely kevés közös vonást mutatott az Érzékek tanulmányhoz, de amelyhez csatolták, meg is védte a gondolat szabadságát. A materializmus közönséges elutasítása szintén nem vethető a szemére. Mindig a lélek anyagi valóságát állította, és amit értekezése nyitó soraiban ír: „sohasem lépünk ki önmagunkból, akár a fellegekig emelkedünk, akár az örvénybe ereszkedünk alá, sose lépünk ki magunkból és csak a magunk gondolatát észleljük”, vált George Berkeley első párbeszédének szubjektivista alapelvévé és egész rendszerének alapjává.
Amennyire megfeleltek Locke elveinek, Condillac gondolatai annyira váltak fontossá az angol gondolkodásban is. A gondolatok képzettársításával, az öröm és a fájdalom fennhatóságával és a szellemi tartalom érzékekkel vagy átalakult érzékekkel való általános magyarázatával kapcsolatos kérdésekben hatása nyomon követhető a két Mill, Alexander Bain és Herbert Spencer munkáiban. Néhány problémát leszámítva Condillac munkája jelentős volt a pszichológia tudománnyá fejlődésében, Locke rendszertelen, ötletszerű megfigyeléseitől szigorú, következetes elemzéseivel nagy lépést tett előre.
Módszere, az elképzelt rekonstrukció ugyanakkor semmi esetre sem illeszkedik az angol gondolkodás irányvonalába. Az absztrakció, a hipotézis és a szintézis elleni tiltakozásával együtt a szobor allegóriája a legmagasabb fokon absztrakt, hipotetikus és szintetikus. James Mill, aki sokkal inkább a szilárd valóság tudományaira támaszkodott, azzal a megjegyzéssel hívta fel ifjú fia figyelmét Condillac-re, hogy itt egy példa, mit kell elkerülni a pszichológiai módszerben. Franciaországban Condillac tanításai megfeleltek a 18. század filozófiájának, és több, mint ötven évig uralkodtak, mialatt csak páran vonták kérdőre, mint Maine de Biran, aki azt állította, hogy nem adott hozzá lényegeset a tapasztalatokhoz. A kora 19. században a német romantika feltámadásával beáramlott Franciaországba is és a szenzualizmust Victor Cousin válogatott spiritualizmusába tolta.
Condillac összegyűjtött műveit 1798-ban publikálták (23 kötet), aztán két vagy három alkalommal. Az utolsó kiadáshoz 1822-ben AF Théry írt bevezetőt. Az Encyclopédie méthodique hosszú cikket szentelt Condillac-nek.

## Magyarul
- Értekezés az érzetekről; ford., életrajz, tan., jegyz. Jancsovics Ferenc; Franklin, Budapest, 1913 (Filozófiai írók tára)
- Értekezés az érzetekről; Jancsovics Ferenc ford. felhaszn. ford., utószó, jegyz. Erdélyi Ágnes; Magyar Helikon, Budapest, 1976

## Lásd még
- Érzék
- Szenzualizmus